# スーザン・ブラックモア

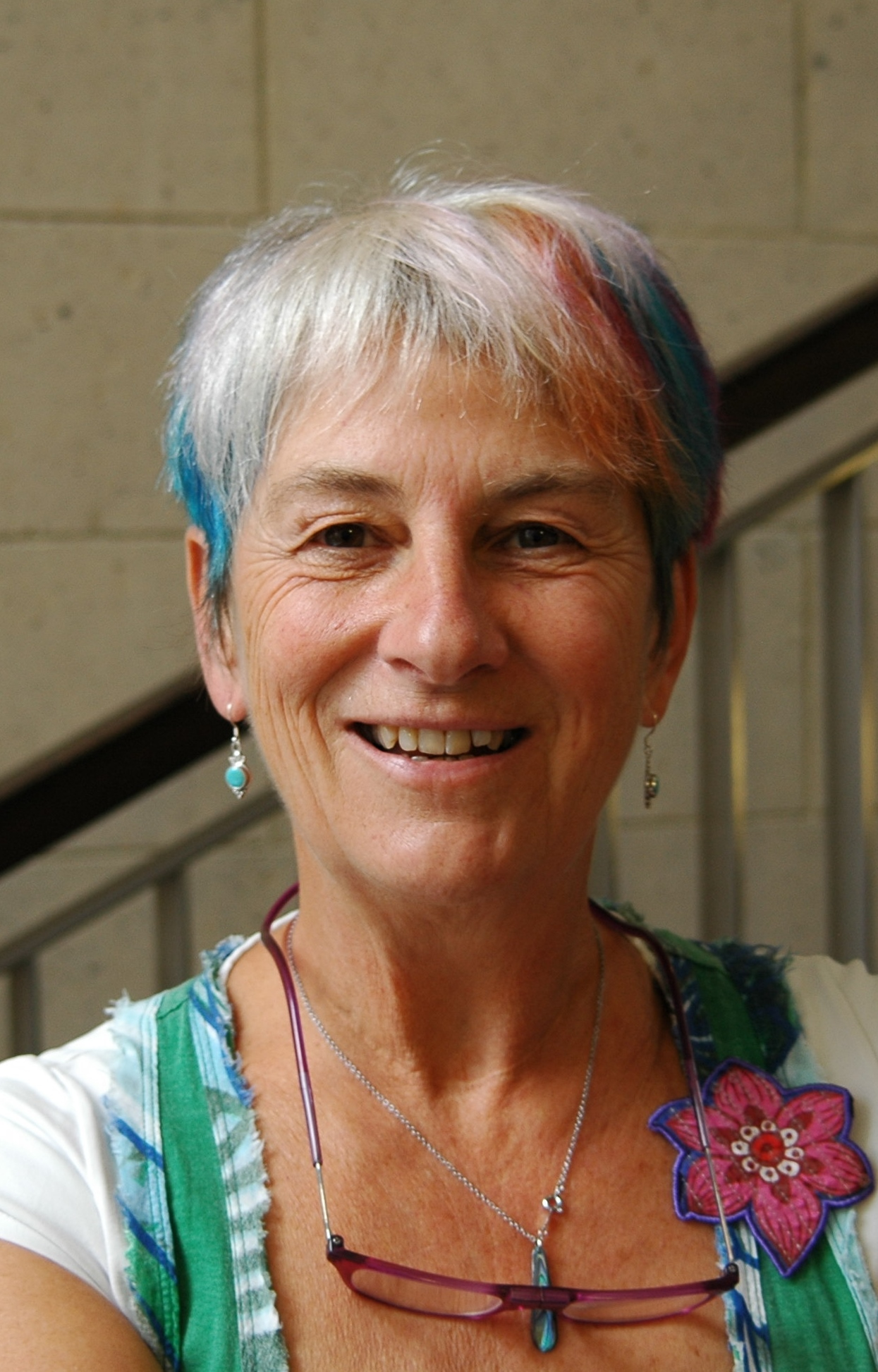
Susan Blackmore (2014)

スーザン・ブラックモア（英: Susan Blackmore、1951年7月29日 - ）は、イギリスの心理学と超常現象に関するフリーランスの作家。著作『ミーム・マシーンとしての私』で知られる。

## 経歴
1973年、St. Hilda's College, Oxford で心理学と生理学の学士号を取得。サリー大学大学院の環境心理学科に進学し、1974年に修士号を取得。1980年、同大学にて "Extrasensory Perception as a Cognitive Process"（認知過程としての超能力）という論文で超心理学の博士号を取得した。超心理学や超常現象について研究していたが、徐々にそれらに対して懐疑的な立場をとるようになった。
ミームと進化についても研究した。また、彼女の著書 Consciousness:  An Introduction（2004年）は意識に関する包括的な教科書となっている。Journal of Memetics の論説委員を務め（1997年から2001年まで）、1998年から Skeptical Inquirer の編集顧問を務めている。
イギリスではテレビにもよく出演しており、亡霊、第六感、インテリジェント・デザイン、多元宇宙、体外離脱といった超常現象的話題や認知心理学的話題を論じている。宇宙人による誘拐（アブダクション）に関する番組や、人間以外のヒト上科の知能を論じる番組にも出演していた。
テレビ番組 "Big Brother" のイギリス版では、心理学者として出演者の心理状態を解説していた。英国人文主義者連盟（British Humanist Association）の Distinguished Supporter でもある。

## ミーム学
スーザン・ブラックモアはミーム学の分野でも業績を残している。彼女の著作は多くの読者を獲得している。ミームという用語はリチャード・ドーキンスが1976年の著書『利己的な遺伝子』で使ったものだが、誤解されて使われることが多い。ブラックモアの『ミーム・マシーンとしての私』はミーム学入門書としては最適と言われている。ドーキンスはこの著作に関して、「どんな理論にも最もよい表現があり、スーザン・ブラックモアはミーム理論についてそれを成し遂げた」と述べている。
ブラックモアは、ミームが真の進化的複製子であるとし、遺伝学が生物の進化を扱うように、ミーム学が文化的進化を扱うものと考えている。文化的な複製において中心的役割を果たしているのは、人間の神経系に固有の構造であると予測していたが、最近のミラーニューロンの研究によってそれが裏付けられている。
ミーム学におけるダーウィニズム的機構の役割を強調し、ダーウィニズムの適用分野を広げることにも貢献した。

## 私生活
1977年、 Tom Troscianko と結婚。2人の子供がいる。現在は、ブリストルにて Adam Hart-Davis（テレビ司会者で科学者）と同居している。
禅を好んでいるが、仏教徒ではないと主張している。彼女は無神論者であり、宗教について、「偽であるにもかかわらず伝染性のあるミームは全て宗教に関係している。神の概念、処女懐胎、女性を低く見ること、聖変化などである。主な宗教において、それらミームは信仰を疑わないようにさせる警告や、証明不可能だが激しい飴とムチによって強化されている」と述べている。

## 体外離脱の実験
2007年8月23日、科学者らが体外離脱をバーチャルリアリティのゴーグルと触覚刺激を使った単なる心理的トリックによる実験で再現することに成功した。イギリスとスイスの研究者らが志願者に対して行った実験で、被験者は人体から数メートル離れたところに転移したという幻覚を感じたという。
ブラックモアは、体外離脱を超常現象ではなく、誰でも体験する可能性のある現象であるとしていた。上述の実験結果は、体外離脱に神経学的な説明が可能であることを意味している、という。
なお、ここでの体外離脱は、臨死体験における鮮明なリモート・ビューイングのことではない。

## 著作
- Beyond the Body: An Investigation of Out-Of-The-Body Experiences, Academy Chicago Publishers, 1983, ISBN 0-586-08428-2 (first edition), ISBN 0-89733-344-6 (second edition)
- In Search of the Light: The Adventures of a Parapsychologist, Prometheus Books, 1987, ISBN 0-87975-360-9 (first edition), ISBN 1-57392-061-4 (second edition, 1996)
- Dying to Live: Near-Death Experiences, Prometheus Books, 1993, ISBN 0-87975-870-8
  - （邦訳）由布翔子訳 『生と死の境界—「臨死体験」を科学する』読売新聞社 1996年 ISBN 4643960698
- Test Your Psychic Powers, with Adam Hart-Davis, Thorsons Publishing, 1995, ISBN 1-85538-441-8, ISBN 0-8069-9669-2 (reprint edition)
- The Meme Machine, Oxford University Press, reprint edition 2000, ISBN 0-19-286212-X
  - （邦訳）垂水雄二訳 『ミーム・マシーンとしての私』 草思社 2000年 上巻 ISBN 4794209851 下巻 ISBN 479420986X
- Consciousness: An Introduction, Oxford University Press, 2003, ISBN 0-19-515342-1 (hardcover), ISBN 0-19-515343-X (paperback)
- Consciousness: A Very Short Introduction, Oxford University Press, 2005, ISBN 0-19-280585-1
- Conversations on Consciousness Oxford University Press, 2005 ISBN 0-19-280622-X
  - （邦訳）山形浩生、森岡桜訳 『「意識」を語る』 NTT出版 2009年